# Ventilago neocaledonica
Ventilago neocaledonica är en brakvedsväxtart som beskrevs av Rudolf Schlechter. Ventilago neocaledonica ingår i släktet Ventilago och familjen brakvedsväxter. Inga underarter finns listade i Catalogue of Life.